# Thaicom 1A
Thaicom 1A, ursprünglich Thaicom 1, war der erste thailändische Satellit und ein Fernsehsatellit der Thaicom-Serie. Betreiber des Satelliten war die 1991 gegründete Shin Satellite Public Company Limited, heute Thaicom Public Company Limited , ein Tochterunternehmen der Shin Corporation mit Sitz in Thailand.
Thaicom 1 wurde 1993 vom Weltraumbahnhof Kourou an Bord einer Ariane-Rakete ins All befördert.
Der Satellit war auf der Position 78,5° Ost und wurde im Mai/Juni 1997 auf 120° Ost verschoben. Seitdem trug er den Namen Thaicom 1A und war hier mit Thaicom 4 kopositioniert. Seit 2010 ist der Satellit außer Betrieb.